# Colt Trooper Mark III

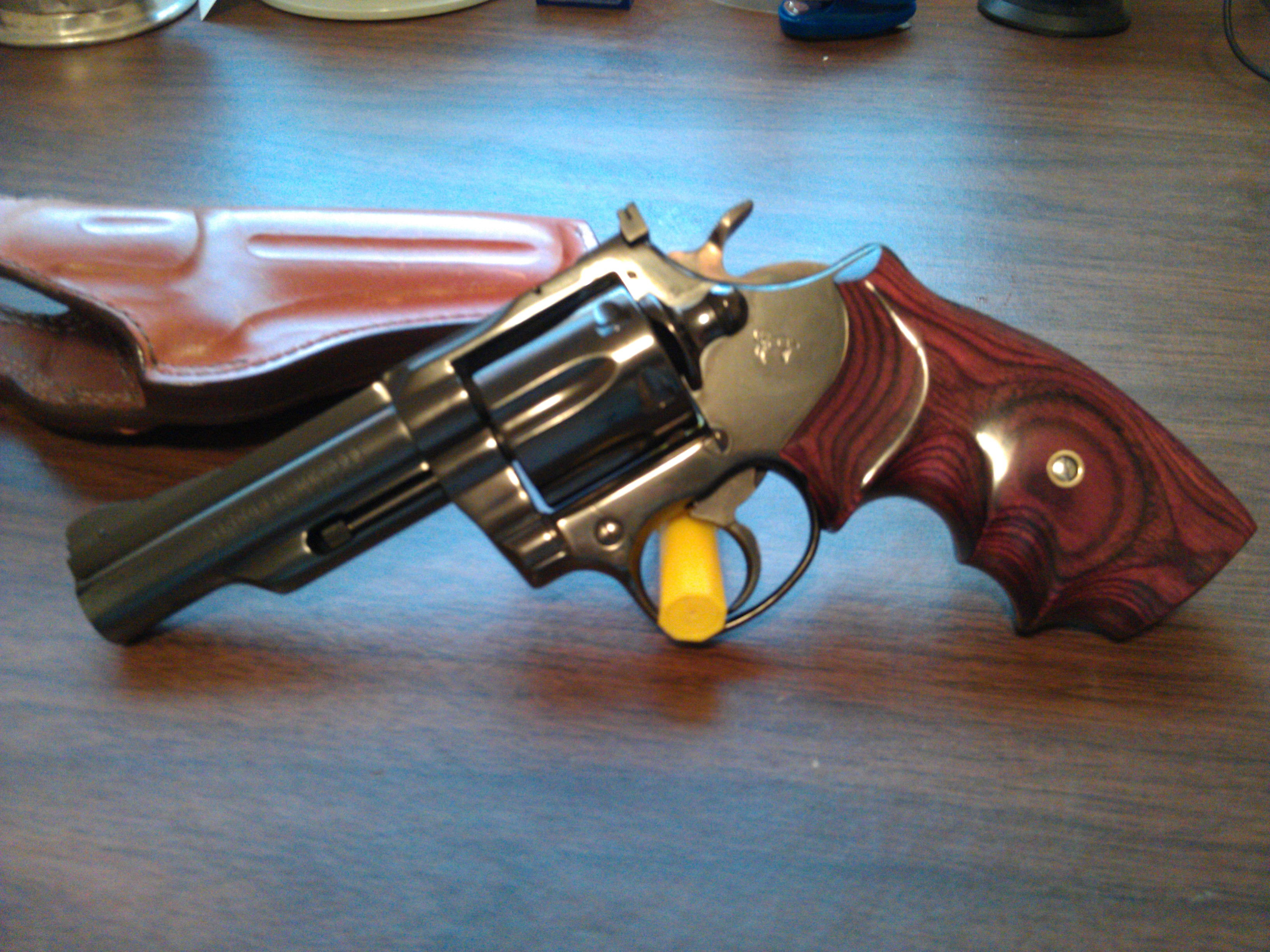
Colt Trooper Mk III à canon de 10 cm

Le  révolver Colt Trooper Mark III est la seconde génération du Colt Trooper produit de 1969 à 1983. 

## Présentation
C'est un Trooper doté d'un nouveau canon lourd et d'un carénage pour sa baguette d'éjection. Comme le premier Colt Trooper, il fut en service dans de nombreux bureaux du shérifs et services de police aux USA. De même, de nombreux pilotes d'hélicoptères UH-1 firent la guerre du Vietnam armés de leurs Trooper personnel.

## Caractéristiques
- Munitions : .357 Magnum ou .38 Special. Des variantes peu vendues chambrées les .22 LR et .22 Magnum.
- Mécanisme : simple action/double action
- Longueur du canon : 4 ou 6 pouces  (10 et 15 cm)
- Origine : américaine
- Longueur de l'arme: 23,5 cm avec canon de 4 pouces
- Masse de l'arme vide : 1,1 kg environ  avec canon de 4 pouces
- Portée : environ 50 m
- Capacité : 6 coups

## Sources
- Yves Louis Cadiou, Les Colt (2): revolvers à cartouches métalliques, Éditions du Portail, 1993
- Raymond Caranta, Les armes de votre défense, Balland, 1977
- Lucien Serandour, Les Armes de poing modernes, Balland, 1970